# Hiempsal II
Hiempsal II est roi de Numidie dans la première moitié du Ier siècle av. J.-C., mort vers 60 av. J.-C.. Il est le fils de Gauda, et le père de Juba Ier. Il monte sur le trône vers 88 av. J.-C., à une époque où la Numidie est sous l’influence de Rome. Son pouvoir est limité, car la Numidie est considérée comme un royaume vassal de Rome depuis la défaite de Jugurtha en 105 av. J.-C..

## Biographie
En 88 av. J.-C., après le triomphe de Sylla, quand Marius et son fils s'enfuirent de Rome pour l'Afrique, Hiempsal les reçut avec des égards apparents alors que son intention était de les retenir prisonniers. Marius ayant découvert son projet s'échappa à temps avec l'assistance de la sœur du roi.
En 81 av. J.-C., Hiempsal fut chassé du trône par son peuple et aussi  par son frère Hierbas II dirigeant d'une partie du royaume numide soutenu par Gnaeus Domitius Ahenobarbus, dirigeant des partisans de Marius en Afrique. Mais, en 79 av. J.-C., Sylla envoya Pompée pour combattre le parti de Marius et il restaura Hiempsal, dont le territoire fut augmenté par un traité conclu avec Lucius Aurelius Cotta.
Lorsque le tribun de la plèbe Publius Servilius Rullus instaura ses lois agraires en 63 av. J.-C., ce territoire, originellement assigné au peuple romain par Scipion l'Africain, échappa à la vente, ce qui provoqua la colère de Cicéron (De lege agraria, I. 4, II. 22). D'après Suétone, (Caesar, 71), Hiempsal II régnait toujours 62 av. J.-C..
Vers 60 av. J.-C., il est renversé par Juba Ier, son propre fils qui sera le dernier roi indépendant de Numidie avant que Rome ne transforme le royaume en province romaine après la bataille de Thapsus en 46 av. J.-C..
D'après Salluste (Jugurtha, 17), il est l'auteur d'un ouvrage sur l'histoire de l'Afrique en langue punique.

## Sources
- Plutarque, Marius, 40, Pompée, 12
- Appien, Bell. civ., I. 62. 80
- Dion Cassius,  XLI. 41